# Irshansk
Irshansk (ucraniano: Ірша́нськ) es un asentamiento de tipo urbano de Ucrania perteneciente al raión de Korosten en la óblast de Zhytómyr.
En 2018, el asentamiento tenía una población de 6718 habitantes. Es sede de un municipio que abarca trece pueblos que suman otros mil quinientos habitantes: Vynarivka, Hrabý, Hubénkove, Huta-Dobryn, Desiatyny, Dobryn, Yemýlivka, Kovalí, Krasnosilka, Méleni, Polianka, Staryký y Shershni.
Es una localidad minera fundada por la Unión Soviética a mediados del siglo XX, debido a la presencia de ilmenita en sus alrededores. En 1953, cuando era una zona rural del consejo rural de Nová Borová, se asentaron aquí geólogos que se dedicaron a estudiar la zona, a los que se fueron sumando personal de construcción. El asentamiento minero se fundó en 1960. Actualmente sigue siendo una importante localidad industrial.
Se ubica a orillas del río Irsha, unos 20 km al sur de la capital distrital Kórosten.